# Данте (фільм, 2022)
«Данте» (італ. Dante) — італійський байопік 2022 року, поставлений режисером Пупі Аваті за мотивами визначних моментів з життєпису Данте Аліг'єрі. В основі кіносценірія — книга «Малий трактат на хвалу Данте» (італ. «Trattatello in laude di Dante») Джованні Боккаччо, в якому про життя поета Данте Аліг’єрі розповів сам Боккаччо.

## Сюжет
Рік 1350. Місто Флоренція дарує посмертне помилування Данте Аліг'єрі, який помер зо тридцять років тому. Капітан Ор-Сан-Мікеле доручив Джованні Боккаччо передати десять золотих флоринів, як символічну компенсацію сестрі Беатріче, його єдиній доньці, яка все ще жива, черниці в Равенні в монастирі Санто-Стефано-дельї-Уліві. Під час подорожі Боккаччо зустрічає тих, хто знали Данте, або були свідком його смерті.
Рано залишившись сиротою без матері, Данте ріс разом із батьком та його другою дружиною. У підлітковому віці зустрів Беатріче Портінарі, яка стала його єдиним справжнім коханням та його музою. Незабаром він став високоповажним поетом та подружився із багатьма інтелектуалами, включаючи Гвідо Кавальканті. Проте, йому доводиться змиритися з тим, щоб Беатріче заручена з іншим чоловіком, оскільки належить до вищої соціальної касти, ніж він.
Данте бере участь солдатом у численних флорентійських перемогах, включно із битвою при Кампальдіно. Однак незабаром Беатріче помирає, залишаючи поета у повному відчаї. Сім'я підштовхуає до одруження із Джеммою Донаті, яку він ніколи не полюбить по-справжньому, незважаючи на зачаття від неї багатьох дітей.
Економічні проблеми підштовхують Данте претендувати на роль настоятеля мистецтв. Таке його рішення відбувається у контексті внутрішньої боротьби між білими та чорними гвельфами: Данте стає на бік перших, викликаючи ворожнечу між родиною своєї дружини та самим Гвідо. Пізніше Данте доведеться проголосувати й за своє вигнання.
Дії Данте викликали до нього ворожнечу папи Боніфація VIII, проти якого він виступив, оскільки вважався головним прихильником занепаду церкви. Обманом понтифік змушує Данте залишитися в Римі, куди він вирушив як посол, а Флоренцію захоплює Карл Валуа (перемога чорних гвельфів). Данте стає вигнанцем та змушений назавжди покинути свою улюблену Флоренцію.
Боккаччо проходить слідами Данте й зрештою у Равенні зустрічається із сестрою Беатріче. Зустріч максимально прохолодна — жінка ненавидить усіх флорентійців, винних у тому, що вигнали її батька та спричинили його розорення. Боккаччо, хоч і розчарований, поважає його рішення, але в той же час заявляє, що виконав місію не від імені флорентійців, а з поваги до безумовної любові, яку він відчуває до Данте. Сестра Беатріче призначає Боккаччо таємну нічну зустріч, під час якої говорить про розуміння його сумлінність та згадує, як свого батька, який знав «справжнє ім’я всіх зірок».

## У ролях
- Серджо Кастеллітто — Джованні Боккаччо
- Alessandro Sperduti — Данте в молодості
- Carlotta Gamba — Беатріче Портінарі
- Enrico Lo Verso — Донато дельї Альбанцані
- Nico Toffoli — Сер Манетто Донаті
- Ludovica Pedetta — Джемма Донаті в молодості
- Erika Blanc — Джемма Донаті у віці
- Alessandro Haber — Абат Валломброзі
- Mariano Rigillo — Менегіно Меццані
- Paolo Graziosi — Alighiero di Bellincione
- Leopoldo Mastelloni — Боніфацій VIII
- Antonella Ferrari — мати Віоланте
- Patrizio Pelizzi — Fazio da Micciole
- Rino Rodio — Сімон де Барді, чоловік Беатріче Портінарі
- Валерія Д'Обічі — Cестра Беатріс
- Romano Reggiani — Гвідо Кавальканті
- Patrizia Salis — Чілія ді Герардо Капонсакі, мати Беатріче
- Giulio Pizzirani — Данте у віці
- Gianni Cavina — П'єро Джардіно
- Morena Gentile — Донна Гоцута
- Cesare Cremonini — Лоттьєрі
- Sofia Vittoria Renzi — сестра Беатріче
- Valentina P. Lombardi — повія Данте
- Rita Carlini — Чіонелла Аліг'єрі

## Знімальна група
- Режисер — Пупі Аваті
- Сценарій — Пупі Аваті за мотивами книги «Малий трактат на хвалу Данте» Джованні Боккаччо
- Продюсер — Антоніо Аваті
- Оператор — Cesare Bastelli
- Монтаж — Ivan Zuccon
- Спецефекти — Fabio Tomassetti, Daniele Tomassetti, Sergio Stivaletti
- Музика — Lucio Gregoretti, Rocco De Rosa
- Художник — Laura Perini, Mattia Federici
- Художник з костюмів — Andrea Sorrentino

## Виробництво
Режисер Пупі Аваті розповів в інтерв'ю, що першою версією цього сценарію він займався ще 2003 року. Про запуск виробництва «Rai Cinema» оголосили 29 квітня 2021 року, а вже з 28 червня того ж року розпочалися зйомки, які проходили в Умбрії, Емілії-Романьї та Лаціо. На ролі Джованні Боккаччо було запрошено Серджіо Кастеллітто. Музику до фільму створили Лучіо Грегоретті та Рокко Де Роса, пісню «Танець сестер» написав Франческо Олів'єро.
У травні 2022 року вийшов трейлер, офіційний постер вийшов в червні, разом із прем'єрою 16 червня 2022 року в Auditorium на via della Conciliazione у Римі, на якій був присутній президент Італії Серджо Матарелла. На екрани італійських кінотеатрів фільм вийшов 29 вересня 2022 року. Касові збори фільму, із виробничим бюджету близько € 7 700 000, виявилися € 1 900 000.
Фільм отримав загалом позитивну критику. Фільм на порталі «Sentieri selvaggi» отримав 3,5 зірки, на cinefilos — 2 зірки. Літературний критик Стефано Джосса заявив, що він цінує сентиментальні цілі більше, ніж культурний зміст, тоді як Джільда Полікастро підкреслила філологічну вірність історії.